# Álvaro Soler
Álvaro Tauchert Soler (Sant Cugat del Vallès, 9 de janeiro de 1991) é um cantor-compositor hispano-alemão.

## Biografia
Nascido em Barcelona é filho de pai alemão e mãe de ascendência espanhola e belga. Aos dez anos muda-se para Tóquio, Japão, onde frequentava uma escola alemã. Aos dezesseis anos começa a cantar em karaokes e, pouco depois, volta para Barcelona, formando uma banda de nomeUrban Lights, como cantor e teclista. Essa banda era composta por três membros, todos residentes na província de Barcelona. É também com a mesma banda que participa no programa de tv espanhol de talentos Tú sí que vales. Ainda com a Urban Lights, Álvaro Soler lança o álbum homónimo Urban Lights e Megafauna.
Em 2015 muda a sua residência para Berlim e dá início à sua atividade como artista solo com o lançamento do single El mismo sol. A canção torna-se um hit em Itália e na Suíça. Em junho do mesmo ano, lança o seu primeiro álbum Eterno Agosto, onde se insere o single Agosto. Durante 2015, Soler vence também a edição anual do festival italiano Coca-Cola Festival de Verão.
A 8 de abril de 2016 o cantor lança o single Sofia com o objetivo de antecipar o relançamento do álbum Eterno Agosto. No mês de julho, dia 11 de maio, anuncia a sua participação, como jurado, na décima edição do programa Talent show de talentos the X Factor.

## Discografia

### Álbum
- 2015 – Eterno Agosto
- 2018 – Mar de Colores
- 2019 – Mar de Colores (Versión Extendida)
- 2021 – Magia

### A Solo
- 2015 – El mismo sol (sozinho ou com Jennifer Lopez)
- 2015 – Agosto
- 2016 – Sofia
- 2016 – Libre
- 2017 – Animal
- 2017 – Yo contigo, tú conmigo (The Gong Gong Song) (com Morat)
- 2018 – La Cintura
- 2019 – Loca
- 2019 - La Libertad
- 2020 - Barrer a casa (com Sofia Ellar)
- 2021 - Magia
- 2021 - Si Te Vas
- 2021 - Mañana (com Cali y Dandee)
- 2021 - Alma de Luz
- 2021 - Despiertos
- 2021 - En Tu Piel (Versão Acústica)
- 2022 - A Contracorriente (com David Bisbal)
- 2022 - Solo Para Ti (com Topic)
- 2022 - Candela (com Nico Santos)
- 2023 - Muero
- 2023 - Oxígeno